# Tosa-Massiv
Mit Tosa-Massiv oder Tosa-Stock (italienisch Massiccio di Cima Tosa) wird eine Untergruppe der Brentagruppe in den Südlichen Kalkalpen bezeichnet. Namensgebend und zugleich höchster Gipfel des Massivs ist die Cima Tosa mit 3136 m s.l.m.

## Geographie

### Lage und Abgrenzung
Das Massiv liegt im südlichen Teil der Brenta und grenzt am Sattel Bocca di Brenta (2552 m) direkt an die Sfulmini-Kette im zentralen Bereich der Brenta. Der Sattel bildet mit dem westlich liegenden Brenta-Tal die nördliche und nordöstliche Grenze des Massivs. Im Osten grenzt es an das Hochkar Pozza Tramontana. Westlich bildet das Kar Valle dei Camosci mit dem Kargletscher Vedretta dei Camosci die Grenze zur Gruppe der Fracingli. Im Südwesten grenzt  die Scharte Bocca dei Camosci (2871 m) sie von der Cima d’Ambiéz (3102 m) und der D’Ambiéz-Kette ab, während südöstlich der breite Einschnitt der Forcoletta di Noghera (2423 m) die Grenze zur anschließenden Ghez-Gruppe bildet.

### Aufbau
Der Tosa-Stock ist das wichtigste Massiv der gesamten Brenta, auf den nicht nur alle bedeutenden Kämme der Gruppe, sondern zugleich auch mit dem Val dei Massodi, dem Val di Ceda, dem Val d’Ambiez dem Valle dei Camosci und dem Val Brenta die größten Täler im zentralen und südlichen Bereich zulaufen.
Das Massiv gipfelt in dem mächtigen Felsberg der Cima Tosa. Bis zum Abschmelzen ihrer Firnkappe Anfang der 2000er Jahre war sie mit 3173 m auch die höchste Erhebung der gesamten Brentagruppe.
Der Cima Tosa ist nördlich der Pfeiler des Crozzon di Brenta (3135 m) vorgelagert, mit dem es einen einzigen Komplex bildet. Von der nordöstlichen Schulter der Tosa (3112 m) zweigt der östliche Kamm des Massivs mit der Cima Margherita (2845 m) und der Cima Brenta Bassa (2809 m) ab. Der südliche Gipfelkamm der Tosa verlängert sich in südlicher und südöstlicher Richtung mit zwei eigenständigen Kämmen. Ersterer findet mit der Punta dell’Ideale (2950 m) und dem Campanile Steck (2850 m) ihre beiden höchsten Erhebungen. Der südöstliche Kamm verläuft vom Sattel der Sella della Tosa (2860 m) über die Cima Ceda Occidentale (2766 m) und Cima Ceda Orientale (2757 m) bis zum Einschnitt der Forcoletta di Noghera (2423 m), die das Tosa-Massiv von der Ghez-Gruppe abgrenzt.

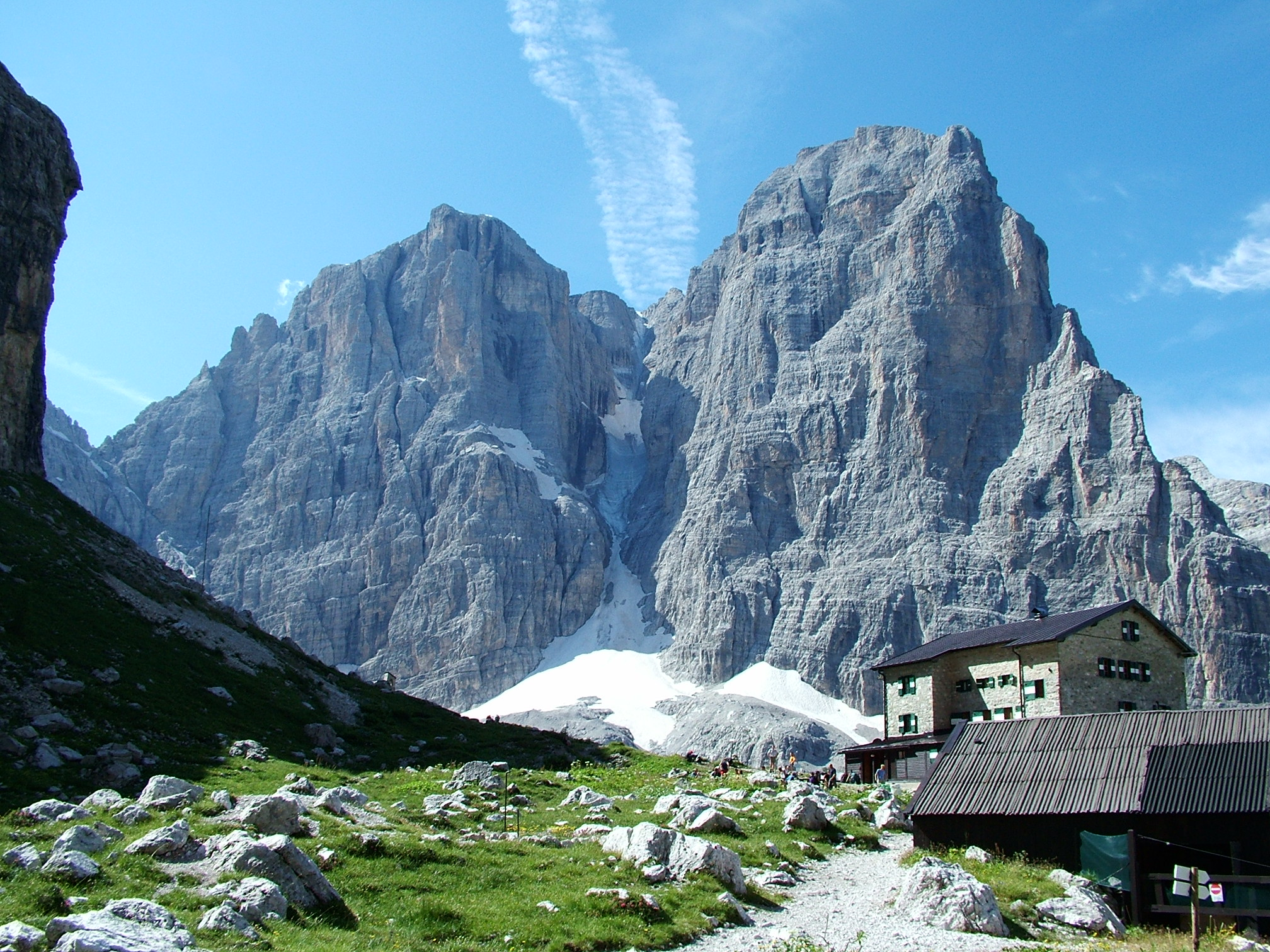
Crozzon di Brenta und Cima Tosa mit der Brentei-Hütte
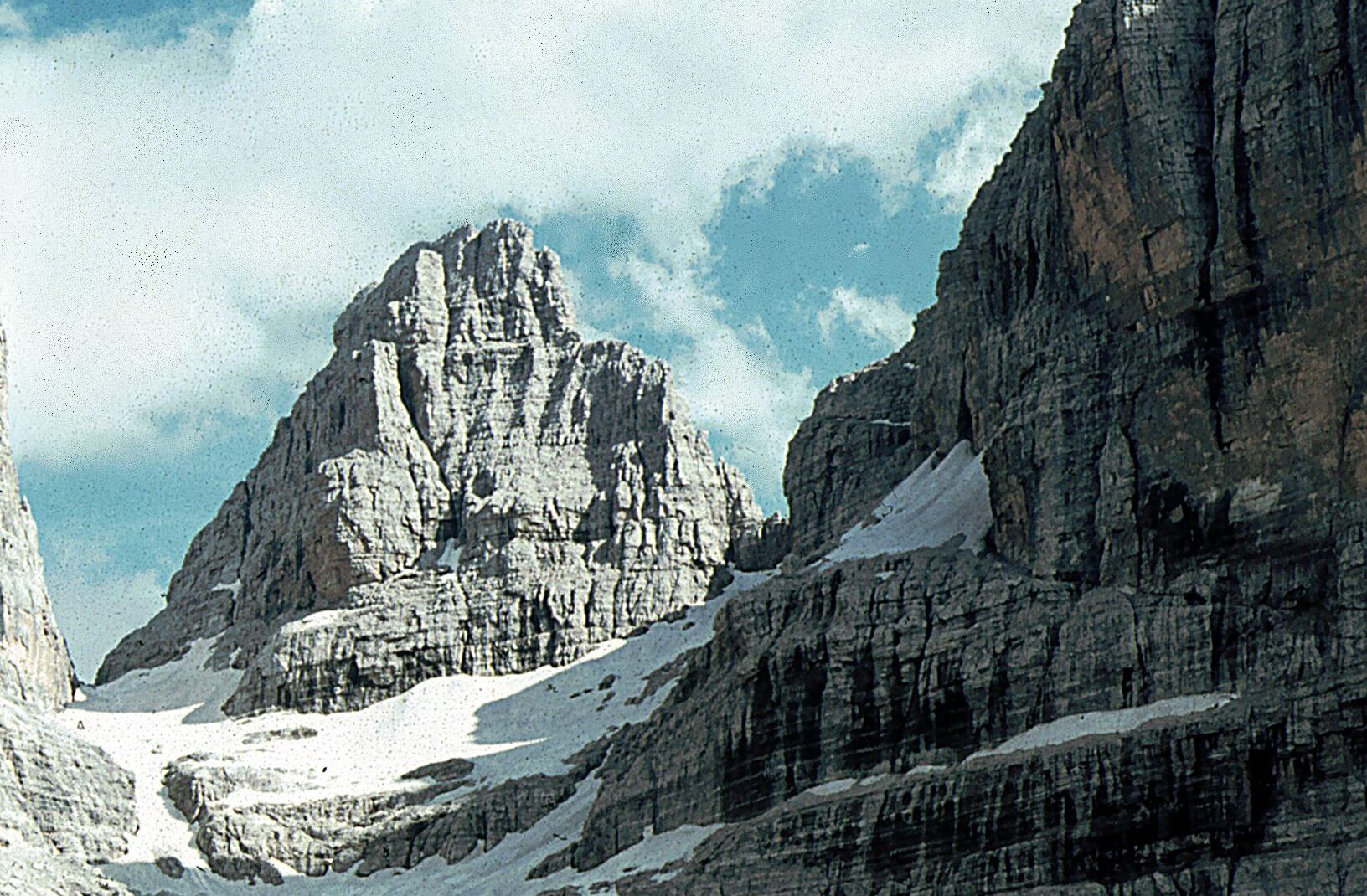
Cima Margherita
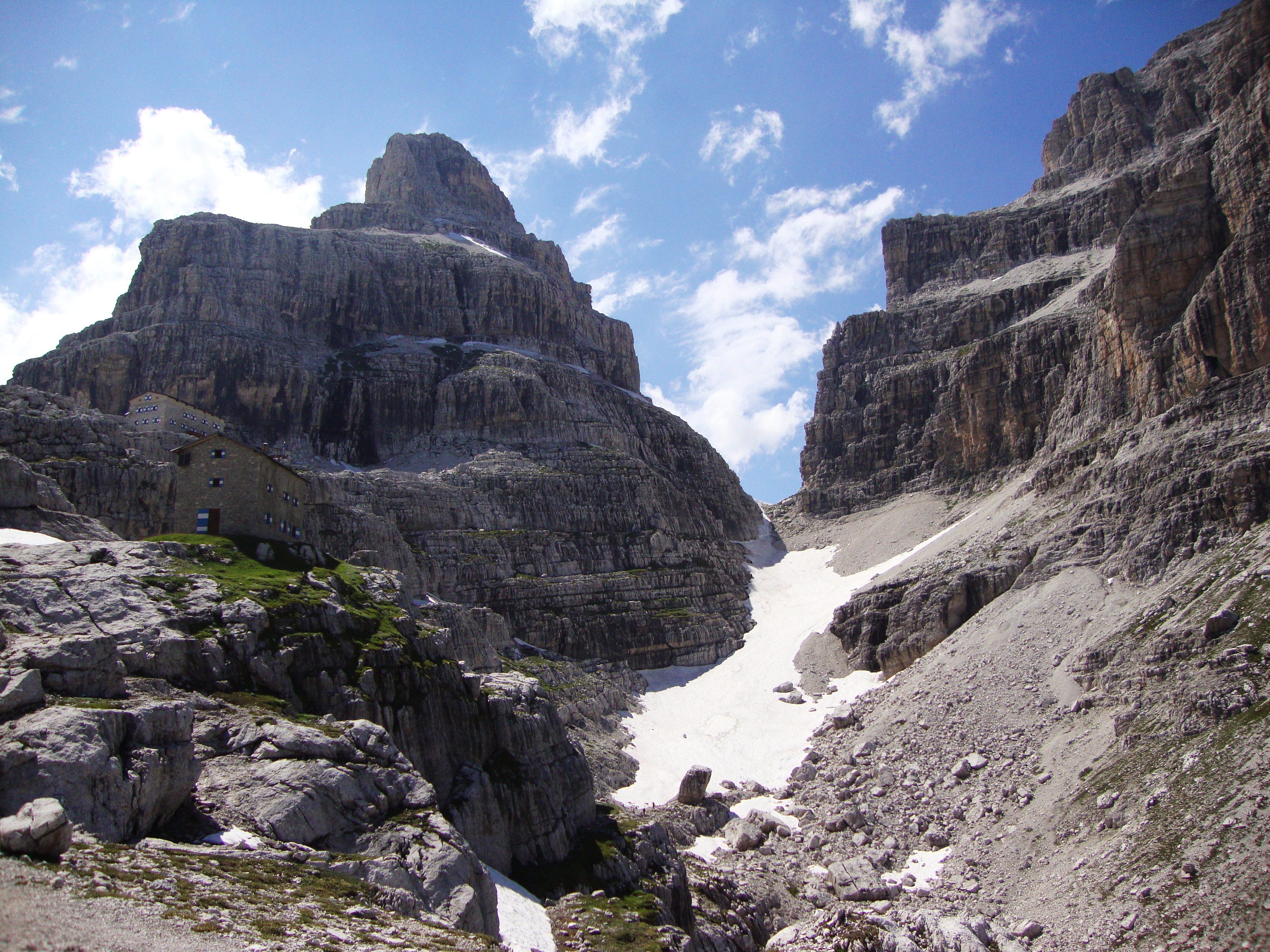
Cima Brenta Bassa mit der Bocca di Brenta
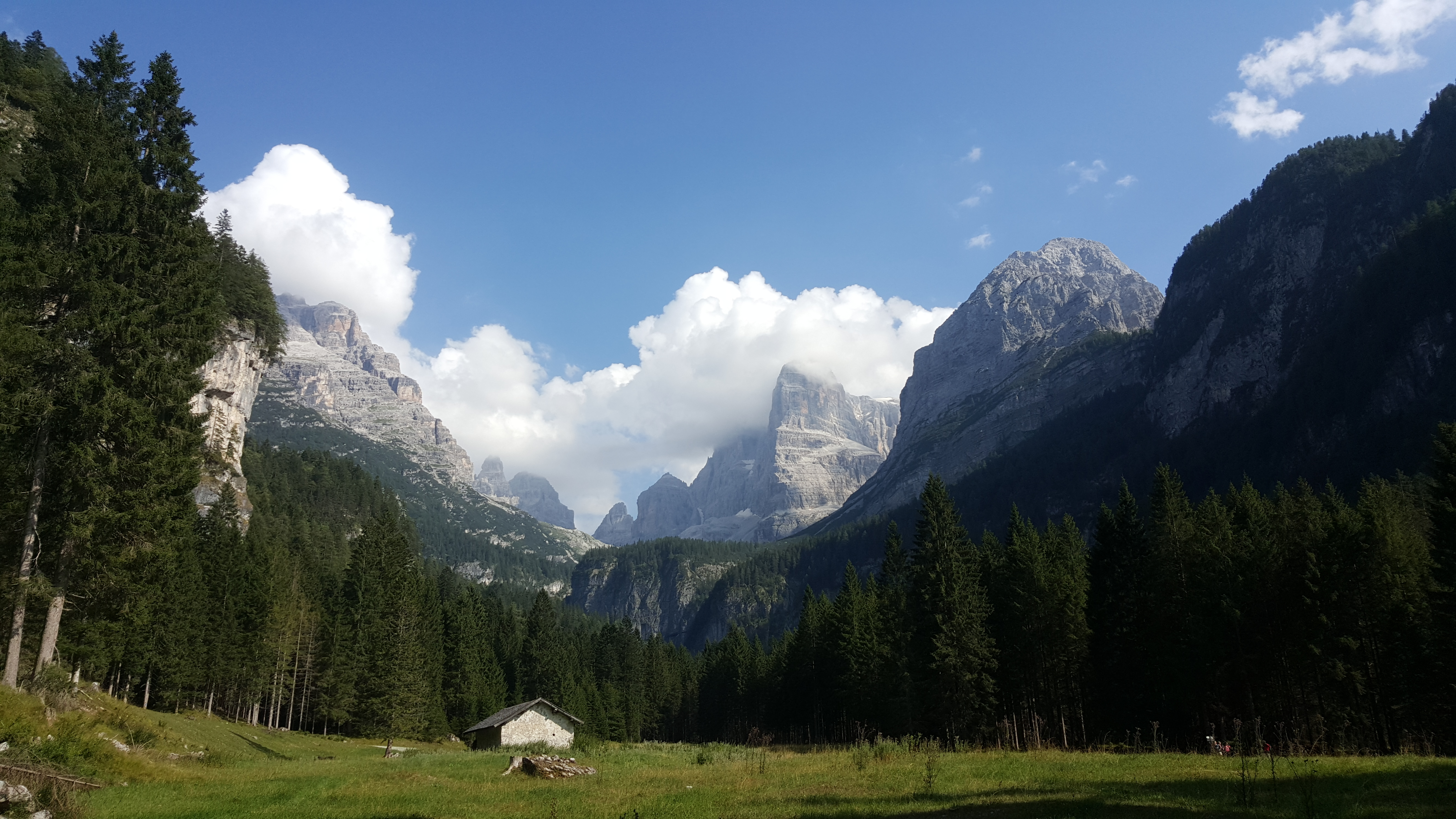
Val Brenta

### Gipfel
- Cima Tosa, 3136 m
- Crozzon di Brenta, 3135 m
- Torre Gilberto, 3020 m
- Punta dell’Ideale, 2950 m
- Cima Polsa, 2859 m
- Campanile Steck, 2850 m
- Cima Margherita, 2845 m
- Castei Meridionali, 2834 m
- Cima Brenta Bassa, 2809 m
- Cima Ceda Occidentale, 2766 m
- Cima Ceda Orrientale, 2757 m

### Geologie
Der gesamte Tosa-Stock besteht aus Dolomia Principale aus der Obertrias. Er grenzt sich damit auch geologisch von den beiden angrenzenden Gruppen der Fracingli und Ghez ab, die beide aus verschiedenen Kalksteinformationen bestehen. Gekennzeichnet ist der Unterschied auch durch zwei Störungslinien, darunter die mehrere Kilometer von Nord nach Süd verlaufende Vedretta-dei-Camosci-Linie. Letztere durchquert die Brentagruppe von der Periadriatischen Naht im Val di Sole bis in die Äußeren Judikarien.

## Alpinismus
Mit der Erstbesteigung der Cima Tosa durch Giuseppe Loss und sechs Bergkameraden am 20. Juli 1865 begann nicht nur die alpinistische Erschließung des Tosa-Massivs, sondern der gesamten Brentagruppe. Die Einweihung der ersten Schutzhütte in der Brenta – der Tosa-Hütte – zu Füßen der Cima Bassa 1881, zugleich die erste von der Società degli Alpinisti Tridentini (SAT) errichtete Schutzhütte überhaupt, unterstreicht die alpinistische Bedeutung, die dem Massiv beigemessen wurde.  Die rasant ansteigenden Nächtigungszahlen von 40 Nächtigungen 1882 auf über 310 im Jahr 1895 machten bereits 1897 eine Erweiterung nötig. Die Pedrotti-Tosa-Hütte, die Agostini-Hütte im Ambiéz-Tal und die Brentei-Hütte im Brenta-Tal sind die wichtigsten Stützpunkte für Begehungen im Massiv. Des Weiteren steht auf dem Nordgipfel des Crozzon di Brenta noch die Biwakschachtel Crozzon zur Verfügung. Im Tosa-Massiv haben Alpinisten wie Ettore Castiglioni, Edward Theodore Compton, Bruno Detassis, Giorgio Graffer, Cesare Maestri, Tita Piaz, Paul Preuß, Karl Schulz oder Heinz Steinkötter Alpinhistorie geschrieben.